# Tromotriche umdausensis
Tromotriche umdausensis là một loài thực vật có hoa trong họ La bố ma. Loài này được (Nel) Bruyns miêu tả khoa học đầu tiên năm 1995.